# Hey-Hey Fever
Hey-Hey Fever est un court métrage d'animation américain, en couleur de la série des Happy Harmonies réalisé par Hugh Harman, sorti le 19 janvier 1935.
Il fait aussi partie des films ayant pour personnage principal Bosko.

## Fiche technique
- Titre : Hey-Hey Fever
- Série : Happy Harmonies
- Réalisateur : Hugh Harman
- Voix : Rochelle Hudson (Honey), Carman Maxwell (Bosko)
- Producteur : Hugh Harman, Rudolf Ising
- Production : Harman-Ising Studio
- Distributeur : Metro-Goldwyn-Mayer
- Date de sortie[1] : 19 janvier 1935
- Format d'image : Couleur (Cinecolor)
- Son : Mono (Vitaphone[1])
- Musique originale : Scott Bradley
- Durée : 7 min 23
- Langue : (en)
- Pays de production :  États-Unis